# لئونارد کوئیکه
لئونارد کوئیکه (فرانسوی: Léonard Kweuke‎؛ زادهٔ ۱۲ ژوئیهٔ ۱۹۸۷) یک بازیکن فوتبال اهل کامرون است که در پست مهاجم بازی می‌کرد ، وی ۳۰ جولای ۲۰۱۸ از دنیای فوتبال خداحافظی کرد.
این بازیکن دو فصل فوتبالی را در ایران سپری کرد که برای دو تیم ایرانی استقلال و استیل آذین به میدان رفت
این بازیکن سابقه حضور در تیمهایی چون اینتراخت فرانکفورت، اسپارتا پراگ، ریز اسپور ترکیه، انرژی کوتبوس آلمان و دونایسکا استردا اسلواکی را دارد.  

## زندگی شخصی
کوئیکه یکی از بستگان نزدیک ساموئل اتوئو است.

## گل های ملی
| #  | تاریخ          | محل                              | حریف         | نمره  | نتیجه | رقابت                           |
| -- | -------------- | -------------------------------- | ------------ | ----- | ----- | ------------------------------- |
| 1. | 3 سپتامبر 2011 | استاد احمدو آهیدجو ، یائونده     | موریس        | 1-0 _ | 5-0   | مقدماتی جام ملت های آفریقا ۲۰۱۲ |
| 2. | 11 اکتبر 2011  | Nuevo Estadio de Malabo , Malabo | گینه استوایی | 1-0 _ | 1-1   | دوستانه                         |
| 3. | 15 اکتبر 2014  | استاد احمدو آهیدجو ، یائونده     | سیرالئون     | 1-0 _ | 2-0   | مقدماتی جام ملت های آفریقا 2015 |

## افتخارات
- قهرمانی سوپر جام فوتبال جمهوری چک (۱): ۲۰۱۰
- نایب قهرمانی لیگ برتر فوتبال جمهوری چک (۳): ۱۱–۲۰۱۰ ، ۱۲–۲۰۱۱ ، ۱۳–۲۰۱۲